# Кабесон-Пик
Кабесон-Пик (англ. Cabezon Peak) — вулканический некк в долине реки Рио-Пуэрко (северная часть Нью-Мексико). Пик, высотой 2373 метра, одиноко возвышается между маленькими городками Куба (англ. Cuba) и Сан-Исайдро (англ. San Ysidro). Это самый известный из 50 вулканических некков, найденных в области, простирающейся к северо-востоку от горы Тейлор.

## Название
Название «Кабезон» произошло от испанского слова «cabeza», что означает голова. Кабезон (по-испански точнее кабесон) переводится как «большая голова».
Считается что пик имел религиозное значение для индейцев пуэбло и навахо, следы их посещений до сих пор существуют. У навахо есть различные мифы, связанные с пиком Кабезон, один из них объясняет, что пик и местная лава произошли из гиганта, который был убит на горе Тейлор. Голова великана стала пиком Кабезон, а его кровь застыла в виде «El Malpais» (бесплодных земель), потоков лавы на юге.

## Геология
Кабезон-Пик находится около стыка трёх физико-географических провинций; он находится на самой восточной окраине плато Колорадо, чуть западнее рифта Рио-Гранде и в южной части Южных Скалистых гор. Кроме того, Кабезон и другие некки Рио-Пуэрко расположены в юго-восточном углу котловины Сан-Хуан (англ. San Juan Basin).
Некки являются мелкозернистым базальтовым порфиритом, который удивительно последователен в минералогии и структуре. Они содержат до 20 процентов оливина, пироксены, плагиоклазы и вкрапления магнетита. Лавовые потоки, по своему минеральному составу, похожи на тот некк с которым они связаны.

## Треккинг
Из-за своей близости к Альбукерке альпинисты часто пытаются покорить пик, но многие разворачиваются назад, дойдя только до скальной стены, потому что дальнейший маршрут очень сложен.
Трек на Кабезон-Пик маркирован как 3 класс по Йосамитской десятичной системе. Состоит из:
- короткого пешего подхода к скальной стене,
- скрэмблинг по восходящему траверсу (3 класс по YDS),
- финишная стена (3 класс по YDS)[3]

Трек на пик доступен в любое время года, включая зимний период, но верхняя стена может быть ледяной после зимнего периода. На маршруте много сыпучих камней, поэтому при восхождении рекомендуется каска.
Путь на вершину займёт около 2 — 4 часов в зависимости от подготовки и физической формы.